# Mine de Musselwhite
La mine de Musselwhite mine souterraine d'or située en Ontario au Canada,,.